# Liste der DIN-Normen

Logo des DIN Deutschen Instituts für Normung

Die Liste gibt einen Überblick über das Benennungssystem der DIN-Normen mit Normnummer, Teile von Normen und anderen Zusätzen. Außerdem werden hier Informationen über Normen, ihren Titel sowie über ihre Gültigkeit und eventuellen Ersatz gesammelt. Zusätzlich zu DIN-Normen sind einige vom deutschen Bundesamt für Wehrtechnik und Beschaffung, Koblenz, herausgegebene VG-Normen aufgeführt.

## Bezeichnung von Normnummer und Ausgabedatum
An der Normnummer lässt sich erkennen, welchen Ursprung eine Norm hat:
- DIN: (z. B. DIN 33430) DIN-Norm, die ausschließlich oder überwiegend nationale Bedeutung hat oder als Vorstufe zu einem übernationalen Dokument veröffentlicht wird.
- DIN CEN/TS bzw. DIN CLC/TS: (z. B. DIN CLC/TS 50459-1): Unveränderte deutsche Übernahme einer Europäischen Technischen Spezifikation.
- DIN CWA: (z. B. DIN CWA 14248) Unveränderte deutsche Übernahme eines CEN- oder CENELEC Workshop Agreements (Technische Regel).
- DIN EN: (z. B. DIN EN 14719) Deutsche Übernahme einer Europäischen Norm (EN). Europäische Normen müssen, wenn sie übernommen werden, unverändert von den Mitgliedern von CEN und CENELEC übernommen werden.
- DIN EN ISO: (z. B. DIN EN ISO 9921): Unter Federführung von ISO oder CEN entstandene Norm, die dann von beiden Organisationen veröffentlicht werden.
- DIN EN ISO/IEC: (z. B. DIN EN ISO/IEC 7810) Deutsche Norm auf der Grundlage einer Europäischen Norm, die auf einer Internationalen Norm der ISO/IEC beruht.
- DIN EN ISP: (z. B. DIN EN ISP 10608-6): Deutsche Norm auf der Grundlage einer Europäischen Norm, die auf einer Internationalen Profilnorm beruht.
- DIN ISO: (z. B. DIN ISO 10002): Unveränderte deutsche Übernahme einer ISO-Norm.
- DIN IEC: (z. B. DIN IEC 60912): Unveränderte deutsche Übernahme einer IEC-Norm.
- DIN VDE: Themen der Elektrotechnik, Elektronik und Informationstechnik werden gemeinsam von DIN und VDE durch die DKE bearbeitet. Siehe dazu Liste der DIN-VDE-Normen.

Achtung! Sind DIN-Normen hinter der Bezeichnung „DIN“ mit weiteren Buchstaben – außer „VDE“ – bezeichnet, dann haben diese ein eigenes Nummerierungssystem, zum Beispiel: DIN 3 Normmaße, aber DIN EN 3 Feuerlöscher.
Ein Normenteil wird mit Bindestrich und der Zahl des Normenteils bezeichnet (z. B. Teil 1 der DIN EN 3 als DIN EN 3-1). Früher wurde „Teil 1“ ausgeschrieben oder „T. 1“ abgekürzt (z. B. DIN 14093 Teil 1); heute wird dieser Zusatz nur auf dem Normblatt in der Überschrift ausgeschrieben. Vor der Aufteilung der Normen in Teile wurden sie in „Blätter“ untergliedert.
Das Ausgabedatum der Fassung wird auf den Kalendermonat genau in Zahlen nach einem Doppelpunkt notiert, z. B. DIN 1301-1:2002-10, auf der Titelseite jedoch mit ausgeschriebenem Monatsnamen dargestellt: Oktober 2002.
Bis etwa 1969 behielt eine Norm bei geringfügigen Änderungen ihr Ausgabedatum bei, auf die Änderung wurde mit einem angehängten kleinen Malkreuz hingewiesen; z. B. bedeutet „März 1953xx“, dass eine im März 1953 ausgegebene Norm zweimal geringfügig überarbeitet wurde. Diese „Kreuzausgaben“ sollten dem Anwender den Vorteil einer handschriftlichen Berichtigung bei nur geringfügigen Änderungen statt Neukauf bringen.
Bis 1940 hatten Normen einiger Fachgebiete zwischen dem Wort „DIN“ und der Nummer eine Buchstabenkennzeichnung, z. B. BERG für den Berg-, HNA für den Schiff-, LON für den Lokomotiv- und Kr für den Kraftfahrzeugbau. Nach Einführung fünfstelliger Normnummern wurden für diese Fachgebiete vorzugsweise bestimmte Nummernbereiche vorgesehen, z. B. 70000 bis 79999 für den Kraftfahrzeugbau. Im Zweiten Weltkrieg wurden einige Normen in einem Schnellverfahren aufgestellt und besonders gekennzeichnet. So bedeutet ein an die Nummer angehängtes „FI“, dass die Norm von der Wirtschaftsgruppe Fahrzeugindustrie im Schnellverfahren aufgestellt wurde.

## Liste nach Nummern
Siehe auch: Kategorie:DIN in alphabetischer Ordnung der Nummern

### DIN
- Normenliste DIN 1 bis DIN 499
- Normenliste DIN 500 bis DIN 999
- Normenliste DIN 1000 bis DIN 1499
- Normenliste DIN 1500 bis DIN 1999
- Normenliste DIN 2000 bis DIN 2499
- Normenliste DIN 2500 bis DIN 2999
- Normenliste DIN 3000 bis DIN 3499
- Normenliste DIN 3500 bis DIN 3999
- Normenliste DIN 4000 bis DIN 4499
- Normenliste DIN 4500 bis DIN 4999
- Liste der DIN-Normen/DIN 5000 bis DIN 49999
- Liste der DIN-Normen/DIN 50000 bis DIN 99999

### DIN IEC
- DIN IEC 60038 IEC-Normspannungen
- DIN IEC 60050 Internationales Elektrotechnisches Wörterbuch
- DIN IEC 60912 Nukleare Messgeräte – ECL (Emittergekoppelte Logik)-Signalverbindungen über Frontplatten in Logiksystemen
- DIN IEC 62198 Risikomanagement für Projekte – Anwendungsleitfaden
- DIN IEC 62481 Digital living Network Alliance (DLNA) Interoperabilitäts-Richtlinien für Geräte im Heimnetzwerk
  - Teil 2 Medien-Formate

### DIN ISO und DIN ISO/IEC
- DIN ISO 6 Photographie – Systeme von Schwarzweiß-Negativfilmen und ihrer Verarbeitung für Stehbildaufnahmen – Bestimmung der ISO-Empfindlichkeit
- DIN ISO 43 Luft- und Raumfahrt – Aufbockpunkte am Luftfahrzeug
- DIN ISO 272 Mechanische Verbindungselemente; Schlüsselweiten für Sechskantschrauben und -muttern
- DIN ISO 281 Wälzlager; Dynamische Tragzahlen und nominelle Lebensdauer
  - Beiblatt 1 Lebensdauerbeiwert a(DIN) und Berechnung der erweiterten modifizierten Lebensdauer
  - Beiblatt 2 Erklärungen zu ISO 281/1:1977
  - Beiblatt 3 Bestimmung des Verunreinigungsbeiwertes bzw. der Verschmutzungsklasse für Wälzlager in geschlossenen Industriegetrieben (Entwurf)
- DIN ISO 286 Grenzmaße und Passungen
  - Teil 1 Grundlagen für Toleranzen, Abmaße und Passungen
  - Teil 2 Tabellen der Grundtoleranzgrade und Grenzabmaße für Bohrungen und Wellen
- DIN ISO 517 Photographie – Öffnungsverhältnisse und verwandte Größen bei Photoobjektiven – Bezeichnungen und Messungen
- DIN ISO 1302 Technische Zeichnungen, Angaben der Oberflächenbeschaffenheit, Juni 2002 ersetzt durch DIN EN ISO 1302
- DIN ISO 1585 Straßenfahrzeuge – Verfahren zur Ermittlung der Nettoleistung von Motoren
- DIN ISO 1629 Kautschuk und Latices, Einteilung, Kurzzeichen
- DIN ISO 1940 Mechanische Schwingungen – Anforderungen an die Auswuchtgüte von Rotoren in konstantem (starrem) Zustand
  - Teil 1 Festlegung und Nachprüfung der Unwuchttoleranz
  - Teil 2 Abweichungen beim Auswuchten
- DIN ISO 2108 Information und Dokumentation – Internationale Standard-Buchnummer (ISBN)
- DIN ISO 2240 Photographie – Kamera-Farb-Umkehrfilme – Bestimmung der ISO-Empfindlichkeit
- DIN ISO 2768 Allgemeintoleranzen
  - Teil 1 Toleranzen für Längen- und Winkelmaße ohne einzelne Toleranzeintragung
  - Teil 2 Toleranzen für Form und Lage ohne einzelne Toleranzeintragung
- DIN ISO 2859 Annahmestichprobenprüfung anhand der Anzahl fehlerhafter Einheiten oder Fehler (Attributprüfung),
  - Teil 1 Nach der annehmbaren Qualitätsgrenzlage (AQL) geordnete Stichprobenpläne für die Prüfung einer Serie von Losen
  - Teil 2 Nach der rückzuweisenden Qualitätsgrenzlage (LQ) geordnete Stichprobenanweisungen für die Prüfung einzelner Lose anhand der Anzahl fehlerhafter Einheiten
  - Teil 3 Skip-Lot-Verfahren
  - Teil 4 Verfahren zur Beurteilung deklarierter Qualitätslagen
- DIN ISO 2936 Schraubwerkzeuge – Winkelschraubendreher für Schrauben mit Innensechskant
- DIN ISO 3166 Codes für die Namen von Ländern und deren Untereinheiten
  - Teil 2 Code für Namen von Länderuntereinheite
  - Teil 3 Code für früher gebräuchliche Ländernamen
- DIN ISO 3297 Information und Dokumentation, Internationale Standardnummer für fortlaufende Sammelwerke (ISSN)
- DIN ISO 3302 Gummi – Toleranzen für Fertigteile
  - Teil 1 Maßtoleranzen
  - Teil 2 Form- und Lagetoleranzen
- DIN ISO 3310 Analysensiebe – Technische Anforderungen und Prüfungen
  - Teil 1 Analysensiebe mit Metalldrahtgewebe
  - Teil 2 Analysensiebe mit Lochblechen
  - Teil 3 Analysensiebe mit elektrogeformten Siebfolien
- DIN ISO 4219 Luftbeschaffenheit – Bestimmung gasförmiger Schwefelverbindungen in atmosphärischer Luft – Probenahmeausrüstung
- DIN ISO 5455 Technische Zeichnungen, Maßstäbe
- DIN ISO 5800 Fotografie – Farb-Negativfilme für Stehbildfotografie – Bestimmung der ISO-Empfindlichkeit
- DIN ISO 6411 Technische Zeichnungen, Vereinfachte Darstellung von Zentrierbohrungen
- DIN ISO 7000 Graphische Symbole auf Einrichtungen – Index und Übersicht
- DIN ISO 7331 Skistöcke für den alpinen Skilauf – Sicherheitstechnische Anforderungen und Prüfungen
- DIN ISO 7619 Elastomere oder thermoplastische Elastomere – Bestimmung der Eindringhärte
  - Teil 1: Durometer-Verfahren (Shore-Härte)
  - Teil 2: IRHD-Taschengeräteverfahren
- DIN ISO 8601 Datenelemente und Austauschformate – Informationsaustausch – Darstellung von Datum und Uhrzeit
- DIN ISO 9175 Zeichenrohre für handgeführte Tuschezeichengeräte
  - Teil 1 Begriffe, Maße, Bezeichnung und Kennzeichnung
  - Teil 2 Ausführung, Anforderungen und Prüfung, Juli 2006 ohne Ersatz zurückgezogen
- DIN ISO 9276 Darstellung der Ergebnisse von Partikelgrößenanalysen
  - Teil 1: Grafische Darstellung
  - Teil 2: Berechnung von mittleren Partikelgrößen/-durchmessern und Momenten aus Partikelgrößenverteilungen
  - Teil 4: Charakterisierung eines Trennprozesses
  - Teil 6: Die Beschreibung und Quantifizierung von Partikelform und Morphologie
- DIN ISO 10002 Qualitätsmanagement – Kundenzufriedenheit – Leitfaden für die Behandlung von Reklamationen in Organisationen
- DIN ISO 10003 Qualitätsmanagement - Kundenzufriedenheit - Leitfaden für Konfliktlösung außerhalb von Organisationen
- DIN ISO 10004 Qualitätsmanagement - Kundenzufriedenheit - Leitfaden zur Überwachung und Messung
- DIN ISO 10005 Leitfaden für Qualitätsmanagementpläne
- DIN ISO 10006 Qualitätsmanagement - Leitfaden für Qualitätsmanagement in Projekten
- DIN ISO 10007 Leitfaden für Konfigurationsmanagement
- DIN ISO 10110 Erstellung von Zeichnungen für optische Elemente und Systeme
  - Beiblatt 1 Gegenüberstellung DIN ISO 10110 – DIN 3140; Stichwortverzeichnis
  - Teil 1 Allgemeines
  - Teil 5 Oberflächenformtoleranzen
  - Teil 5 Beiblatt 1 Passfehler; Passfehlerprüfung mit Probegläsern
  - Teil 6 Zentriertoleranzen
  - Teil 7 Oberflächenunvollkommenheiten
  - Teil 8 Oberflächenbeschaffenheit
  - Teil 9 Oberflächenbehandlungen und Beschichtungen
  - Teil 11 Allgemeintoleranzen für Werte ohne Toleranzangabe
  - Teil 12 Asphärische Flächen
  - Teil 14 Toleranzen für Wellenfrontdeformationen
  - Teil 17 Zerstörschwelle für Laserstrahlung
  - Teil 18 Spannungsdoppelbrechung, Blasen und Einschlüsse, Homogenität, und Schlieren
  - Teil 19 Allgemeine Beschreibung von Oberflächen und Komponenten
- DIN ISO/IEC 10561 Informationstechnik – Büro- und Datentechnik – Drucker der Klasse 1 und Klasse 2; Verfahren zur Ermittlung der Druckerleistung
- DIN ISO 10602 Photographie – Verarbeitete Schwarzweißfilme vom Silber-Gelatine-Typ – Festlegungen für die Haltbarkeit
- DIN ISO 10957 Information und Dokumentation – Internationale Standardnummer für Musikalien (ISMN)
- DIN ISO 11798 Information und Dokumentation – Alterungsbeständigkeit von Schriften, Drucken und Kopien auf Papier – Anforderungen und Prüfverfahren
- DIN ISO 13321 Partikelgrößenanalyse – Photonenkorrelationsspektroskopie
- DIN ISO 14887 Probenvorbereitung – Verfahren zur Dispergierung von Pulvern in Flüssigkeiten
- DIN ISO 15489 Information und Dokumentation – Schriftgutverwaltung
  - Teil 1 Allgemeines
- DIN ISO 16016 Schutzvermerke zur Beschränkung der Nutzung von Dokumenten und Produkten
- DIN ISO 23601 Sicherheitskennzeichnung – Fluchtwegpläne
- DIN ISO 29990 Lerndienstleistungen für die Aus- und Weiterbildung – Grundlegende Anforderungen an Dienstleister
- DIN ISO 80601 Medizinische elektrische Geräte
- DIN ISO/IEC 2022 Informationstechnik – Zeichencodestruktur und Erweiterungstechniken
- DIN ISO/IEC 27001 Informationstechnik – IT-Sicherheitsverfahren – Informationssicherheits-Managementsysteme – Anforderungen
- DIN ISO/IEC 27002 Informationstechnik – IT-Sicherheitsverfahren – Leitfaden für das Informationssicherheits-Management
- DIN ISO/IEC 28360 Informationstechnik – Bürogeräte – Ermittlung der chemischen Emissionsraten von elektronischen Geräten

### DIN VDE
siehe Liste der DIN-VDE-Normen

### LN-Normen (Luftfahrt)
- LN 7-1 Zylinderstifte
- LN 9092 Profilrohre; Maße, Statische Werte
- LN 9118-2 Nietlöcher; Senkungen und Durchzugswarzung
- LN 71412 Kegel-Schmiernippel mit metrischem Gewinde, aktuelle Ausgabe September 1970

### VG-Normen (für „Verteidigungs-Geräte“, vom deutschen Bundesamt für Ausrüstung, Informationstechnik und Nutzung der Bundeswehr BAAINBw, Koblenz, herausgegeben)
- VG 58260 Medizinische Instrumente – Unterbindungsnadeln nach Deschamps, aktuelle Ausgabe Juni 1994
- VG 72632 Tarnscheinwerfer
  - Teil 1 spritzwassergeschützt, aktuelle Ausgabe Dezember 1991
- VG 81208 Manövrieren von Schiffen
  - Teil 20 Rundlaufversuch
  - Teil 21 Schrägschleppversuch, aktuelle Ausgabe August 1991
  - Teil 22 Windkanalversuch
- VG 81244 Bootsbauhölzer
  - Teil 1 Mittlere Festigkeits- und Elastizitätswerte für Vollholz, aktuelle Ausgabe August 1991
  - Teil 2 Zulässige Spannungen, Sicherheitsfaktoren
  - Teil 3 Anwendung und Verarbeitung
  - Teil 4 Vorbehandlung, Gütebedingungen, Qualitätssicherung
- VG 81259 Kathodischer Korrosionsschutz von Schiffen; Außenschutz durch Fremdstrom
  - Teil 1 Begriffe, Berechnungsgrundlagen, Anordnung, Anforderungen an die Beschichtung, aktuelle Ausgabe Januar 1994
  - Teil 2 Elektrische Anlagen, Überwachung, aktuelle Ausgabe Januar 1994
  - Teil 3 Anoden, Schutzschild, Elektroden, Meßtechnik, aktuelle Ausgabe Januar 1994
- VG 84519 Augplatten für Slipstopper; Konstruktionsgrundlagen, aktuelle Ausgabe Januar 2009
- VG 85057 Stopfbuchsen, aktuelle Ausgabe Februar 1990
- VG 85092 Polstergarnituren für Sofakojen und Sofas, aktuelle Ausgabe September 2009
- VG 85305 Versorgung in See; Schlauch-Doppelschellen, aktuelle Ausgabe Juni 1994
- VG 85494 Versorgung in See; Konterpunkte, aktuelle Ausgabe Juli 1992
- VG 85528 Kabelpläne für Uboote – Kennzeichen für den Anschluss von Kabelschirmen, aktuelle Ausgabe Dezember 2007
- VG 95034 Technische Dokumente – Verweis auf Benutzungsrechte, aktuelle Ausgabe Februar 2007
- VG 95821 Anwendung von Normen und anderen Technischen Regeln – Verbindlichkeit, Rangfolge, aktuelle Ausgabe 06.2009; wurde 06.2012 durch DIN EN 16341 ersetzt
- VG 96936 Schutzschläuche, Schutzrohre, Schutzkanäle
  - Teil 10 Metallische Geflechtschläuche und Geflechtleiter, Bauartnorm, aktuelle Ausgabe Oktober 2007
  - Teil 10 Beiblatt 1 Metallische Geflechtschläuche; Querverweisliste zur Typenreduzierung, aktuelle Ausgabe Dezember 1996
  - Teil 11 Schutzschläuche, geschirmt; Bauartnorm, aktuelle Ausgabe September 1996
  - Teil 11 Beiblatt 1 Schutzschläuche, geschirmt; Querverweisliste zur Typenreduzierung, aktuelle Ausgabe September 1996
- VG 96953 Erdungsmaterial
  - Teil 9: Erdungsschrauben, Bauartnorm, aktuelle Ausgabe Mai 2010